# 에콰도르의 정당
에콰도르의 정당은 다당제를 채택하고 있으며, 주로 연립 정부를 통해 정부를 구성한다.

## 주요 정당
- 파이스 연립 - 사회주의, 사회민주주의 정당
- 기회 창조 - 자유보수주의 정당
- 더 많은 행동을 위한 사회 운동 - 자유주의, 경제자유주의 정당
- 사회기독당 - 보수주의, 기독교 민주주의 정당
- 파차쿠티크 다민족 단일운동-새로운 국가 - 사회주의, 반자본주의 정당
- 좌파민주당 - 사회민주주의 정당
- 애국사회당 - 대중주의 정당
- 에콰도르의 힘 - 대중주의 정당
- 우리 민족을 믿는 반도 정치 운동
- 카라치 사회보수 운동
- 파스티사 운동

## 의석이 없는 정당
- 알파리사 급진운동
- 에콰도르 공산당 - 마르크스-레닌주의 정당
- 에콰도르 마르크스-레닌주의 공산당 - 마르크스-레닌주의 정당
- 에콰도르 빨간태양 공산당 - 마르크스-레닌-마오주의 정당
- 국민민주연합 - 자유민주주의, 진보주의 정당
- 사회당-에콰도르 광역전선 - 사회주의 정당
- 에콰도르 노동당
- 민중연합운동 - 사회주의, 마르크스주의 정당